# Engelberga
Engelberga (Angilberga) bila je karolinška carica kao supruga cara Luja II, koji je bio italijanski kralj. Engelbergin otac verovatno je bio Adelgis I, vojvoda Spoleta i pripadnik moćne italijanske familije.
Rođena oko 830, Engelberga je mladost provela u Paviji. Engelberga se udala za Luja II 860. godine, nakon šta je godinama bila Lujeva konkubina, ali nije imala političku ulogu dok nije umro Lujev otac, Lotar I, koji je vladao Italijom. Nakon Lotarove smrti, kraljevstvo je bilo podijeljeno te je Luj dobio Italiju. Engelberga je imala mnogo političkog uticaja zbog Lujeve ljubavi.
Godine 868, Engelberga je postala opatica manastira nazvanog San Salvatore te je održavala vlast nad manastirom čak i nakon Lujeve smrti. Engelberga je vlastiti manastir osnovala 874. godine.
Engelbergina kćerka bila je Ermengard od Italije, koja je postala supruga Bosa Provansalskog.